# Corvo rosso non avrai il mio scalpo!
Corvo rosso non avrai il mio scalpo! (Jeremiah Johnson) è un film del 1972 diretto da Sydney Pollack.
Il film, presentato in concorso al 25º Festival di Cannes. è incentrato sulla figura del trapper Jeremiah Johnson, interpretato da Robert Redford, figura liberamente ispirata alla vita del leggendario Mangiafegato Johnson. Il soggetto è infatti tratto dal romanzo Crow Killer: The saga of Liver-Eating Johnson (L'uccisore dei Corvi: la saga di "Mangiafegato" Johnson) di Raymond Thorp e Robert Bunker e dal romanzo Mountain Man di Vardis Fisher, mentre la sceneggiatura è stata scritta da John Milius ed Edward Anhalt. La riprese vennero effettuate in varie località dello Utah.

## Trama
Veterano della guerra messico-statunitense (1846-48), Jeremiah Johnson cerca rifugio nel West. Intende intraprendere la vita da mountain man stabilendosi sulle Montagne Rocciose e cacciando animali alla maniera dei trapper. Inizialmente, nel gelido inverno, ha difficoltà a sopravvivere ed ha un breve incontro con Mano Che Segna Rosso, un nativo americano capo della tribù dei Corvi. Johnson trova poco dopo un fucile Hawken calibro 12 sul corpo congelato di Hatchet Jack, un altro mountain man, sostituendo così l'inadeguato Hawken calibro 20 in suo possesso. In seguito Johnson rovina inavvertitamente la caccia all'orso grizzly dell'anziano ed eccentrico Artiglio d'orso Chris Lapp.
Dopo le inevitabili diffidenze iniziali, Lapp lo accoglie e gli fa da maestro su come vivere nelle montagne. Johnson dimostra la sua abilità nello scuoiare un orso grizzly consegnatogli vivo nella sua capanna da Lapp, quindi, dopo una schermaglia con i Corvi, compreso Mano Che Segna Rosso (amico di Lapp), parte per conto suo. Passando vicino ad un'abitazione nota le chiare tracce di un attacco di guerrieri Piedi Neri che hanno massacrato una famiglia lasciando in vita solo una donna con il figlio più piccolo. La donna, impazzita dal dolore, convince Johnson a portare con sé suo figlio, restato muto a causa dello choc subito. A Johnson e al ragazzino, che viene chiamato "Caleb", si aggiunge casualmente un altro mountain man, vittima anche lui dei Piedi Neri, che lo hanno derubato e lasciato seppellito fino al collo sotto al sole. Si tratta di Del Gue, che conosce molto bene gli indiani e li teme al punto da radersi la testa per evitarne lo scotennamento.
Dopo alcuni giorni di cammino i tre si imbattono proprio nel bivacco dei Piedi Neri. Johnson vorrebbe solo derubarli, ma qualcosa va storto e Del Gue li stermina senza pietà. Rimessisi in cammino vengono in contatto con la tribù delle Teste Piatte, indiani cristianizzati che li accolgono come ospiti d'onore per le loro audaci imprese. Quando Johnson offre gli scalpi e i cavalli dei Piedi Neri (i loro mortali nemici), il capo secondo l'usanza delle Teste Piatte si trova obbligato a ricambiare con un dono ancora più grande, così gli dona sua figlia Cigno (Swan nella versione americana) che Johnson, sebbene riluttante, è costretto a sposare. Dopo la cerimonia nuziale, una mescolanza tra il rito tradizionale dei Nativi Americani e quello cattolico, Del Gue se ne va per la sua strada e Johnson, Caleb e Cigno proseguono il viaggio fino ad individuare un luogo adatto per costruire un'abitazione nella quale stabilirsi. Il tempo fa maturare e salda i legami affettivi tra i tre che diventano una vera e propria famiglia.
Proprio quando la sua vita sembra ad una svolta, Johnson è raggiunto da un plotone dell'esercito, che lo convince a guidare una spedizione di soccorso ad un gruppo di carri coperti sperduti. Contro le indicazioni di Johnson, la carovana attraversa un cimitero dei Corvi, luogo tabù per gli estranei. Di ritorno dalla spedizione Johnson nota i monili di Cigno tra i resti sgretolati di un palco sepolcrale e realizza così quello che poi effettivamente verificherà di persona, dopo una galoppata disperata ed inutile. I Corvi, per rappresaglia, hanno sterminato la sua famiglia. Dopo aver bruciato la sua capanna con le spoglie di Cigno e di Caleb, Johnson si mette alla ricerca del gruppo che ha ucciso la sua famiglia e li uccide tutti tranne uno, un grasso guerriero che intona il suo canto della morte quando si rende conto di non poter più fuggire.
Johnson lo lascia vivere, dando così avvio alla fama dell'uccisore selvaggio. Avvelenato dall'odio diventa dunque protagonista di una faida che lo vede solo contro l'intera tribù dei Corvi. Questi inviano i migliori guerrieri, uno alla volta secondo la loro usanza, per ucciderlo, ma Johnson li sconfigge regolarmente. La sua leggenda cresce e i Corvi arrivano a rispettarlo per la sua abilità, la sua audacia e la sua tenacia, come gli riferisce anche Del Gue, che lo incrocia di nuovo. Jeremiah torna poi a visitare la casa della famiglia di Caleb, dove ora c'è una nuova famiglia di coloni e scopre che proprio in quei pressi i Corvi hanno creato una sorta di tomba/monumento per lui, ornata di ninnoli e talismani simbolici che ne celebrano la grandezza di combattente.
Jeremiah Johnson e Chris Lapp si incontrano un'ultima volta, alla fine dell'inverno, anche se in realtà nessuno dei due è del tutto sicuro di quale mese sia. Uno stremato Johnson condivide il coniglio che sta arrostendo con Lapp, il quale nel salutarlo si congratula con lui per aver conservato la capigliatura sulla testa, sapendo che in tanti gli stanno dando la caccia. Infine avviene l'incontro con Mano Che Segna Rosso, il vero nemico di Johnson. Entrambi a cavallo e parecchio distanti, Johnson allunga la mano per prendere il fucile per quello che pensa sarà un duello finale. Mano Che Segna Rosso invece alza il braccio, con il palmo aperto, in un gesto di pace che Johnson ricambia.

## Critica
Corvo rosso non avrai il mio scalpo! è stato, ai suoi tempi, un film di grande impatto in quanto proponeva una visione diversa del classico, stereotipato rapporto tra bianchi ed indiani. Al riguardo, si legge nel Dizionario dei film Morandini: "È uno dei western che inaugurarono una nuova tendenza del genere, con gli indigeni amerindi visti come una cultura ostile all'estendersi della civilizzazione, ma non inferiore né negativa. (...) Il conflitto tra la collettività dei legittimi padroni del luogo e la necessità storica del pioniere scatena una dura lotta, ma sfocia nella necessaria pratica della tolleranza.".

## Citazioni in altre opere
- In Italia Corvo rosso non avrai il mio scalpo! ha ispirato direttamente uno dei più importanti fumetti western degli ultimi anni, Ken Parker, il cui protagonista ha il volto di Robert Redford ed è anch'egli, all'inizio, un trapper.
- La pellicola è menzionata nel romanzo Waiting for White Horses di Nathan Jorgenson. Un riferimento si trova nel titolo di un episodio di Farscape, Jeremiah Crichton[6], dove l'eroe si è perduto lontano dalla civiltà e deve vivere delle risorse della terra.
- In Topolino n. 2015 del 12 luglio 1994, vi è una storia della serie C'era una volta... in America, intitolata Topolino e il grande Cielo parzialmente ispirata alle avventure di Jeremiah Johnson.